# Frans van Rooy
Frans van Rooy (* 3. Juni 1963 in Woensel) ist ein ehemaliger niederländischer Fußballspieler.

## Karriere
Van Rooy begann bei den Junioren der PSV Eindhoven und wechselte 1983 in die Profimannschaft des Vereins. Er erhielt 1985 den Johan Cruijff Prijs als bestes Nachwuchstalent des Jahres der Niederlande. 1986 wechselte er in die belgische Fußball-Liga zu Royal Antwerpen und fünf Jahre später zum Liga-Konkurrenten Standard Lüttich. Nach einer Saison bei PAOK Thessaloniki (1994/95) ging er zurück nach Belgien zum KVC Westerlo, wo er 1996 seine aktive Karriere beendete.